# Peter Solderer
Peter Solderer (* 1690 in Bad Mitterndorf bei Sankt Veit, Steiermark, Österreich; † 22. Februar 1741 in Temeswar, Temescher Banat, heute Rumänien) war Bürgermeister von Temeswar (1721–1741).

## Leben
Peter Solderer wurde 1690 in der österreichischen Provinz Steiermark geboren. Am 17. Dezember 1717 wurde er in Temeswar eingebürgert. Nach der Scheidung von seiner zweiten Frau zog er in die Herberge Zum goldenen Rössl auf der heutigen V. Alecsandri Straße, gegenüber dem Haus Zu den 3 Kronen.

### Bürgermeister
Peter Solderer wurde am 13. August 1721 zum Bürgermeister gewählt und am 5. Februar 1722 im Amt bestätigt. Er hielt diese Position mit kurzen Unterbrechungen bis an sein Lebensende.
Am 24. Dezember 1731 legte er den Grundstein des Deutschen Rathauses (heute das Alte Rathaus, rumänisch Primaria Veche), das nach den Plänen des italienischen Architekten Pietro del Bronzo errichtet und am 15. Februar 1735 eingeweiht wurde. Das Rathaus wurde auf den Grundmauern eines im Türkenkrieg zerstörten türkischen Bades am damaligen Paradeplatz (heute Piața Libertății) gebaut. Nach der Fertigstellung fiel bei der erstmals in dem neuen Rathaus abgehaltenen Wahl zum Bürgermeister am 15. Februar 1735 das Amt erneut an Peter Solderer.
In seiner Amtszeit brach 1738 im gesamten Banat die Pest aus, die von einem Infanteriebataillon eingeschleppt worden war. In Temeswar alleine beklagte man unter den rund 5000 Einwohnern um die 2000 Opfer. Eine Hungersnot begleitete den einhergehenden Kollaps der Infrastruktur.

### Erstes Mietshaus der Stadt
Peter Solderer war der Bauherr des ersten Mietshauses in Temeswar. Er kaufte das Grundstück an der Prinz–Eugen–Str./Ecke Wiener–Str. und ließ ein zweistöckiges Mietshaus auf eigene Kosten errichten. Die Bauarbeiten begannen 1739. Dank der Appartements im Parterre und in den beiden Obergeschossen konnte ein wichtiges Wohnungsproblem der Stadt gelöst werden. Mieter waren vorwiegend Beamte und Händler. Im Parterre zog die Schänke Zu den drei Kronen ein, nach der das Haus benannt wurde. Im Eckzimmer im Parterre funktionierte das Geschäft eines armenischen Händlers, ferner ein kleiner Laden eines sephardischen Juden. Das Bürgermeisteramt mietete in dem Haus ein Gewölbe an, wo die Güter untergebracht wurden, die auf dem Marktplatz beschlagnahmt wurden.
Peter Solderer starb am 27. Februar 1741 und wurde in der Krypta der Jesuitenkirche in der Innenstadt (am heutigen St. Georgs Platz) beigesetzt.